# Betty Faust
Betty Bernice Faust (1942) es una antropóloga y etnógrafa estadounidense, nacida en California, que ha trabajado en México, particularmente en la península de Yucatán, en el tema del desarrollo rural y manejo de recursos naturales. Doctora en filosofía (Ph.D.) por la Universidad de Syracuse, Nueva York.

## Datos biográficos
Antes de obtener su doctorado en 1988, también en la Universidad de Siracusa, Nueva York, Faust obtuvo una maestría en administración pública en 1982.
Betty Faust fue investigadora del Centro de Investigaciones y de Estudios Avanzados del Instituto Politécnico Nacional en Mérida, Yucatán de 1994 a 2009. Miembro de nivel 2 del Sistema Nacional de Investigadores, dirigió el departamento de Ecología Humana en el propio CINVESTAV, antes de jubilarse. También ha sido profesora en la Universidad de Campeche e investigadora visitante en la Universidad de California en San Diego. 
El tema de las investigaciones de Faust se focalizó en la interfase cultural entre las comunidades mayas y el mundo contemporáneo que las rodea en la península de Yucatán. Ha sido directora de tesis y disertaciones doctorales en temas antropológicos. Probablemente la obra más señalada que ha escrito es el ensayo relativo a la comunidad de Pich en el municipio de Campeche, en el estado mexicano del mismo nombre, al que denominó El desarrollo rural en México y la serpiente emplumada. Ha escrito además numerosos artículos para revistas y periódicos de los Estados Unidos de América y México en cuestiones etnográficas. Ha escrito también sobre temas ecológicos y de la agricultura orgánica.
La doctora Faust reside parcialmente en Chelem, Yucatán, México.

## Obra
- El desarrollo rural en México y la serpiente emplumada: Tecnología y cosmología maya en la selva tropical de Campeche Traducción al español de Stella Mastrangelo Puech y prólogo de Betty Meggers. Fondo de Cultura Económica, Centro de Investigación y de Estudios Avanzados del Instituto Politécnico Nacional. 2010. ISBN 978 607 16 0109 4 (Título en inglés: Mexican Rural Development and the Plumed Serpent; Technology and Maya Cosmology in the Tropical Forest of Campeche, México, 1998).[2]
- Cosmología y cambios tecnológicos de los mayas campechanos, 1988, Tesis doctoral, Universidad de Siracusa, Nueva York.
- (en inglés) Rights, Resources, Culture, and Conservation in the Land of the Maya coautoría con John G. Frazier y E. N. Anderson, 2004.[3]
- La aguada en la historia oral de Pich, Campeche: Adaptaciones a variaciones de clima en un pueblo maya, 1993, coautoría con Abel Morales López. Trabajo presentado en el XIII Congreso Internacional de Ciencias Antropológicas y Etnológicas, México.